# Palazzo degli Elefanti

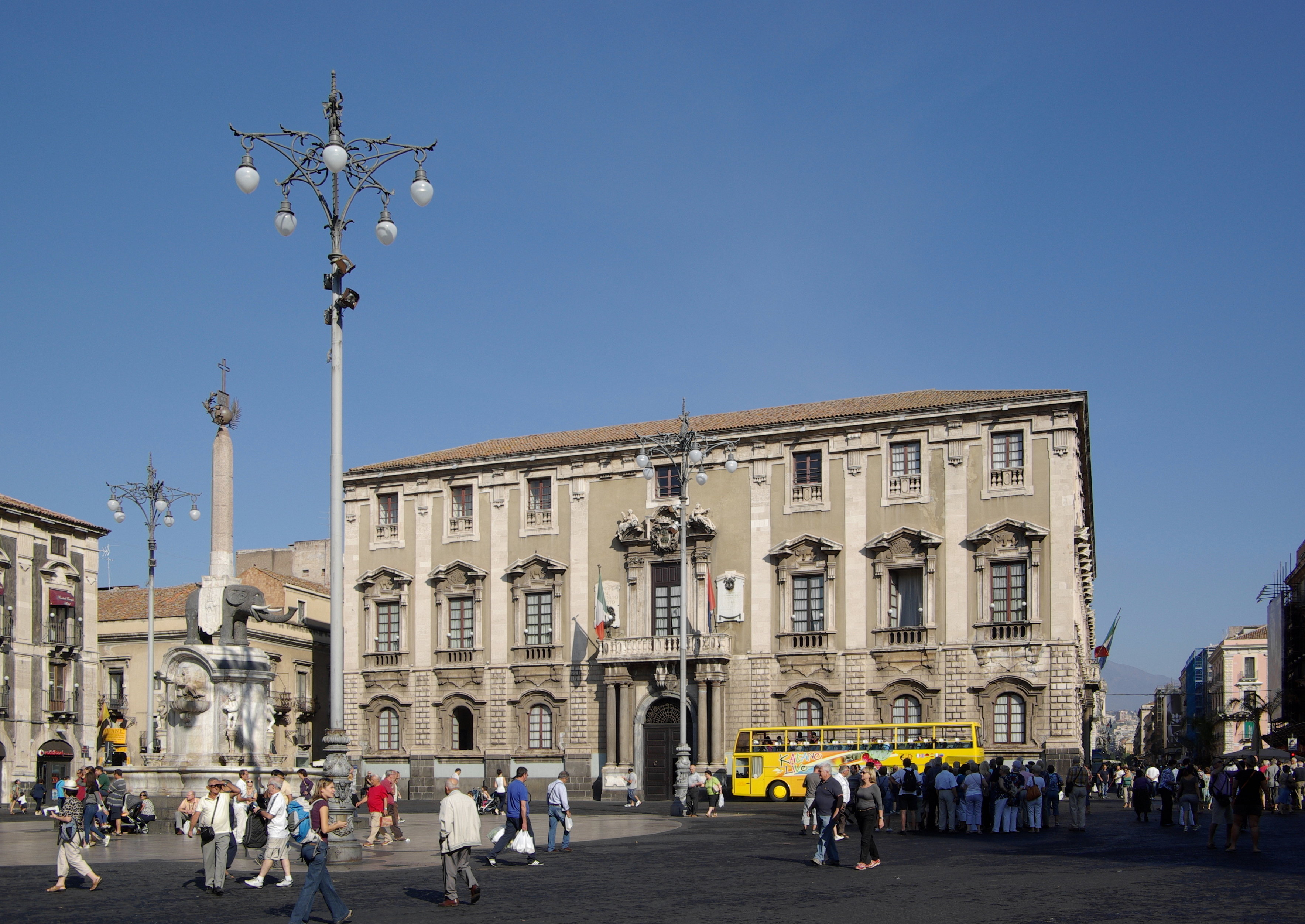
Het Palazzo degli Elefanti

Het Palazzo degli Elefanti (Nederlands: Olifantenpaleis) is het stadhuis van de Siciliaanse stad Catania, en staat daarom ook bekend als het Palazzo Municipale. Het paleis staat aan het Piazza del Duomo met de kathedraal van Catania en de Olifantenfontein, het symbool van Catania. 
De bouw van het stadhuis van Catania begon in 1696 na de verwoestende aardbeving van 1693. Het originele bouwplan, dat was opgesteld door Giovan Battista Longbardo, werd gewijzigd nadat de architect Giovanni Battista Vaccarini in 1735 de leiding van de bouw op zich nam. De begane grond was reeds voltooid op het moment dat Vaccarini de bouw overnam. De trap die uitkomt op de binnenplaats werd in de late 18e eeuw toegevoegd door Stefano Ittar.
Na volksoproeren in 1944 brandde het stadhuis uit en gingen de kostbare historische archieven van de gemeente verloren. De brand had een deel van het interieur beschadigd dat nadien opnieuw werd ingericht in de oorspronkelijke stijl. Het gebouw werd in 1952 heropend.  
Boven het grote portaal bevindt zich een balkon met daarboven het stadswapen van Catania. Vanaf dit balkon namen de belangrijkste inwoners van Catania deel aan de religieuze feesten, zoals het feest ter ere van de heilige Agatha, de beschermheilige van de stad. 